# Castel Mella
Castel Mella (Castelmèla in dialetto bresciano) è un comune italiano di 10 961 abitanti della provincia di Brescia, nell'hinterland meridionale della città.

## Geografia fisica

### Territorio

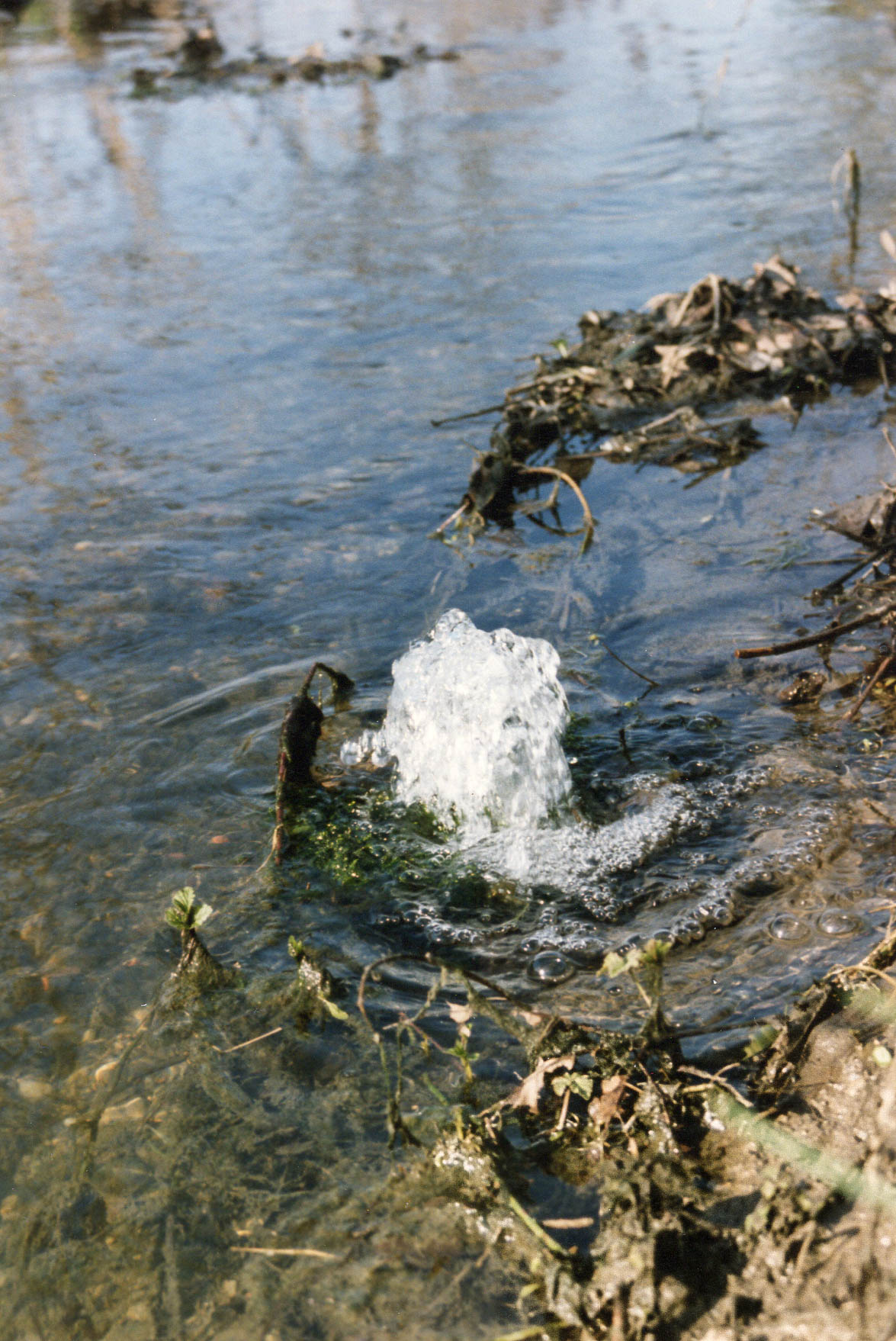
Fontanile della campagna castelmellese

Castel Mella ha un’altitudine compresa tra 98 e 118 m s.l.m..
Il territorio comunale è delimitato:
- a nord, dalla strada statale 235 di Orzinuovi;
- a nordest, dal fiume Mella;
- a sudest dalla Garzetta delle Fornaci e dalla strada provinciale IX quinzanese;
- a sud, dal Mella;
- a ovest, dal torrente Mandolossa e dalla roggia Trolio;

Confina quindi a nordest con Brescia, a sudest con Flero e Capriano del Colle, a sudovest con Azzano Mella, a ovest con Torbole Casaglia e a nord con Roncadelle.

### Clima
Il clima a Castel Mella è caldo e temperato, con piovosità significativa durante tutto l'anno.
La temperatura media annuale è di 13,1 °C, essendo luglio il mese con temperature più alte (28,1 °C) e gennaio il mese con temperature più basse (−0,5 °C).
La piovosità media annuale è di 1091 mm. In particolare le piogge sono più scarse nel mese di gennaio (54 mm) e più abbondanti nel mese di novembre (125 mm).
| [ 5 ]               | Mesi | Mesi | Mesi | Mesi | Mesi | Mesi | Mesi | Mesi | Mesi | Mesi | Mesi | Mesi | Stagioni | Stagioni | Stagioni | Stagioni | Anno  |
| [ 5 ]               | Gen  | Feb  | Mar  | Apr  | Mag  | Giu  | Lug  | Ago  | Set  | Ott  | Nov  | Dic  | Inv      | Pri      | Est      | Aut      | Anno  |
| ------------------- | ---- | ---- | ---- | ---- | ---- | ---- | ---- | ---- | ---- | ---- | ---- | ---- | -------- | -------- | -------- | -------- | ----- |
| T. max. media (°C)  | 6,8  | 8,7  | 13,4 | 17,3 | 21,6 | 26,1 | 28,1 | 27,7 | 22,7 | 17,5 | 11,8 | 7,3  | 7,6      | 17,4     | 27,3     | 17,3     | 17,4  |
| T. min. media (°C)  | −0,5 | −0,1 | 2,7  | 6,5  | 11,0 | 15,7 | 18,3 | 18,4 | 14,7 | 10,6 | 5,6  | 0,8  | 0,1      | 6,7      | 17,5     | 10,3     | 8,6   |
| Precipitazioni (mm) | 54   | 59   | 67   | 96   | 106  | 100  | 87   | 96   | 115  | 119  | 125  | 67   | 180      | 269      | 283      | 359      | 1 091 |

### Idrografia
Il territorio si estende a cavallo tra l'alta e la bassa pianura padana nella zona di affioramento dei fontanili.
Le risorgive locali danno origine a tre rogge:
- la Bellina Piccola
- la Bellina Grande
- il Fontanone

Le prime due si uniscono per formare un'unica roggia Bellina nei pressi della contrada dei Livelli di sotto la quale sfocia nel Mella. Il Fontanone, invece, sfocia nel Mandolossa.
Le acque risorgive dei fontanili servivano per irrigare i campi, d’estate, per allagare le caratteristiche "marcite", d'inverno, e infine per fornire energia motrice tutto l'anno a due mulini: quello di Onzato e quello di Castelnuovo.
Il territorio castelmellese è attraversato anche da altre rogge: il Trolio, la Sorbanella e la Garzetta delle Fornaci. Il vaso Pasini fu scavato nel 1929 per iniziativa del Podestà dell'epoca, per irrigare i campi situati a ridosso della sponda destra della Mella.

## Origini del nome
Il toponimo Castel Mella significa "borgo sulle rive della Mella" e va separato in "Castello" (dal latino castellum diminutivo di castrum, "borgo fortificato") e Mella (nome di origine ligure-celtica, indicante un "torrente disordinato e rabbioso"
Nel corso dei secoli, il "borgo sulle rive della Mella" è stato denominato in vari modi: Castellum Novum (secolo XII), Castrum Novum de ultra Mellam (secolo XIII), Castelnovo Bressano (secolo XVI), Castel Novo e Castelnuovo (secolo XIX), Castel Mella (con regio decreto 1795/1864 di Vittorio Emanuele II).

## Storia

### Le origini
Castel Mella (al contrario della frazione di Onzato, che è di origine celtica e romana), è stato fondato dai longobardi nel secolo VI. Qui, è stata scoperta una tomba longobarda con corredo funebre (una spada) ed è stata innalzata una cappella intitolata a san Siro, primo vescovo e patrono di Pavia, capitale del loro regno.

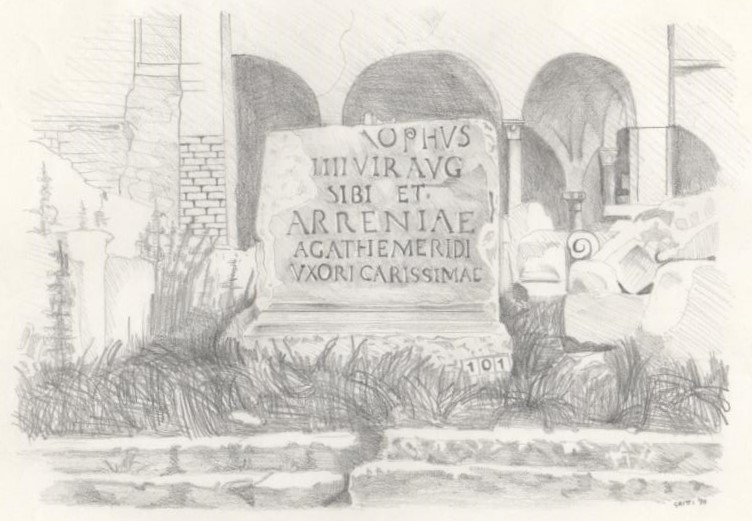
Ara funeraria di Sintrofo e Arrenia Agatemeride, rinvenuta presso il santuario della Madonnina del boschetto.

### Alto Medioevo
Nel secolo X, il borgo rurale di Castel Mella si trasformò in castello civico mediante un efficace sistema difensivo, per resistere alle feroci scorrerie degli Ungari (che avevano fama di mangiare, ancora palpitante, il cuore dei nemici uccisi). Fu scavato un grande fossato, riempito d'acqua risorgiva e affiancato da un terrapieno, su cui correva la strada pubblica; fu edificata una cinta muraria con i torrioni di avvistamento; fu approntato un ponte levatoio, per mettere in comunicazione il borgo fortificato con la Contrada dei Livelli e la Contrada del Castello (i resti di tale ponte erano visibili ancora nell'ultimo dopoguerra). In quest'area fortificata di circa quattro piò bresciani, vivevano un centinaio di famiglie di contadini, artigiani e bottegai, che si addensavano nelle casupole strette attorno alla loro chiesuola.

### Basso Medioevo
Dopo l'anno Mille, una ventata di rinnovamento ha investito il borgo e la popolazione è uscita dalla cinta murata per colonizzare il territorio circostante, bonificando terreni incolti, costruendo cascinali, aprendo botteghe artigianali e innalzando una nuova cappella, per contenere l'accresciuta popolazione.
Nel 1353, per decreto del vescovo di Brescia Bernardo Tricardo, nacque la parrocchia di san Siro, accorpando i benefici di tre cappelle: di San Siro de Castronovo ultra Mellam, dei Santi Pietro e Paolo de Onsado ultra Mellam, di Santa Maria de Onsado ultra Mellam, così da formare una prebenda sufficiente per mantenere in loco un prete stabile.
In questo periodo, Castrum Novum ultra Mellam si organizzò in Comune Rurale, un'istituzione tipica dell'Italia centro-settentrionale. Nella Terra Bresciana, nacque nei secoli XI/XII e fiorì fino alla fine del secolo XVIII. Era amministrato da un Console (coadiuvato da un Campàro, un Massàro e un Cancelliere) e da una Vicinìa, l'assemblea dei capifamiglia originari (ne erano esclusi i nobiles et cives e i forestieri), che dettava le norme comunitarie.
Durante la dominazione dei Visconti di Milano su Brescia (1337-1426), il Comune de Castronovo ultra Mellam era tra i più floridi della Quadra di Capriano con Mairano..

### Dominazione Veneta
Nella prima metà del secolo XIV, i Visconti di Milano dovettero cedere alla superiorità delle armi venete, che sancirono il dominio della Serenissima Repubblica di Venezia su Brescia.
Nel corso della sua plurisecolare dominazione (dal 1426 al 1797), Venezia — ha scritto uno storico bresciano — «dimostrò di rispettare le secolari usanze locali, le guarentigie statutarie, gli ordinamenti repubblicani di origine comunale, tollerando una libertà della quale i precedenti governi signorili, autoritari ed accentratori, soprattutto quello visconteo, avevano destato il rimpianto.» Di conseguenza, il Comune Rurale di Castelnuovo Mella mantenne intatta la propria autonomia amministrativa.
La vicinanza di Castelnuovo Mella a Brescia faceva sì che ogni volta che la città era cinta da assedio, il territorio suburbano ne pagasse le conseguenze in saccheggi, violenze, carestie, epidemie. Alcuni episodi furono particolarmente gravi. Il memorabile assedio del 1438, durante la campagna militare condotta da Milano per riprendersi Brescia, che si era consegnata a Venezia. In soccorso dei Bresciani, che resistevano eroicamente, la leggenda narra che intervennero i santi protettori Faustino e Giovita. Il famoso "sacco di Brescia" del 1512 ad opera di Gastone de Foix, luogotenente di Luigi XII re di Francia e duca di Milano. Dal giovedì grasso all’inizio della quaresima, fu un Carnevale di sangue e di terrore, durante il quale echeggiò un grido agghiacciante: “Sacco, sacco. Carne, carne. Ammazza, ammazza.

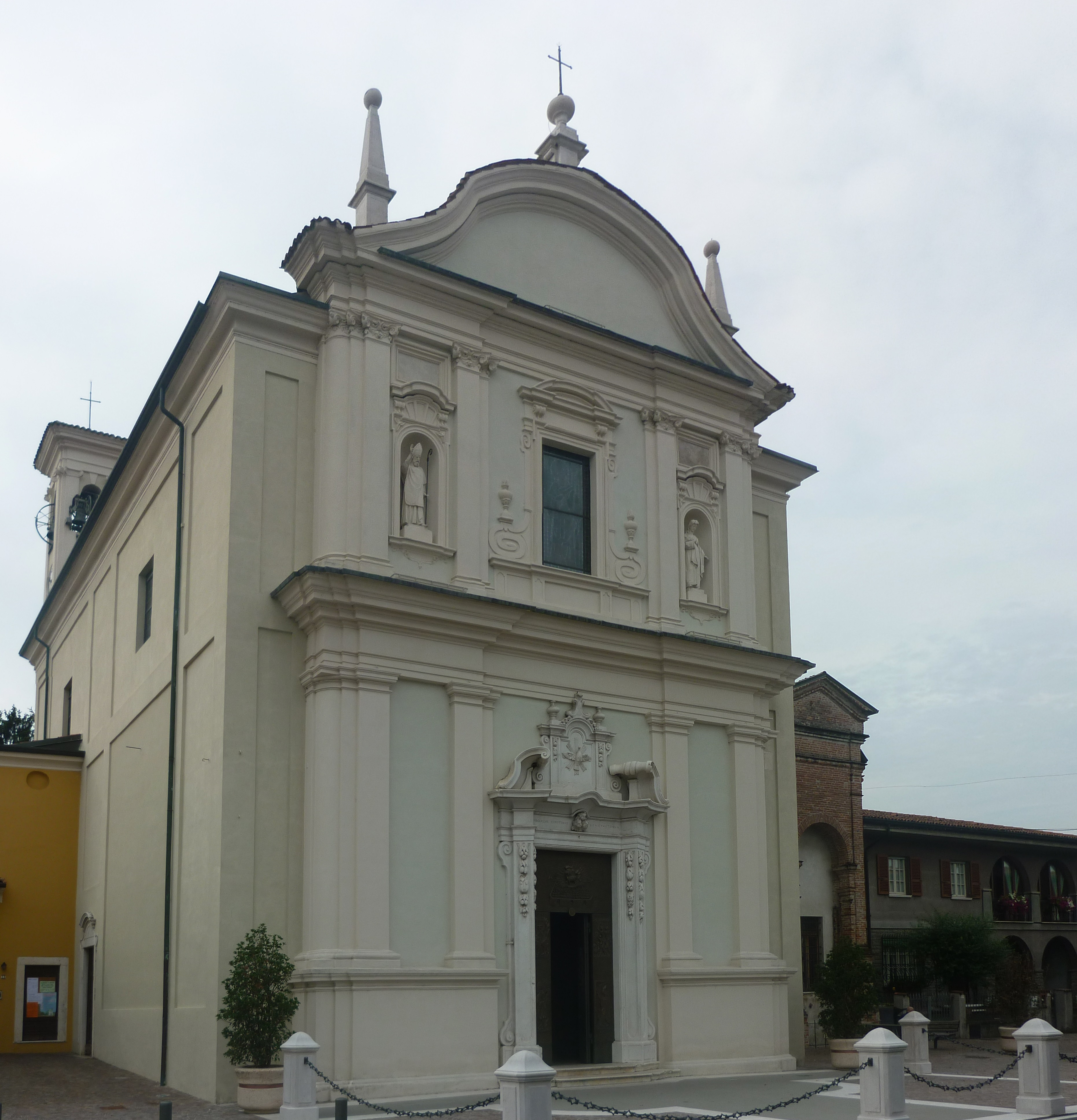
Parrocchiale dei santi Siro e Lucia

### Età Moderna
Nel biennio 1609-1610, mentre era Podestà di Brescia Giovanni da Lezze, risulta che le ville picciole di Castel Novo, Onsado e Colorne facevano parte della Quadra di Mairano. La prima aveva 63 fuoghi (famiglie) e 500 anime; la seconda, 23 fuoghi e 119 anime; la terza, 10 fuoghi e 50 anime.
Durante la guerra per la successione spagnola, negli anni 1701-1706, il territorio di Castel Novo e Onzato di Mella è stato devastato dalle soldatesche imperiali e francesi. Alla fine, forse per farsi perdonare la "neutralità disarmata", il Governo Veneto invitò i cittadini a chiedere il risarcimento degli ingenti danni subiti.
L’anno 1797 è stato un anno cruciale per Brescia: è terminato il dominio della Repubblica di Venezia; è vissuta lo spazio di pochi mesi la Repubblica Bresciana; è iniziata la dominazione francese, che durerà fino al 1814. "La Comune di Castel Novo con Colorne e Onzato" (si diceva proprio così, al femminile, con evidente francesismo; e gli abitanti erano chiamati "comunisti") fece parte prima della Municipalità di Azzano e poi della Municipalità di Flero, all'interno del Dipartimento del Mella.

### Età Contemporanea

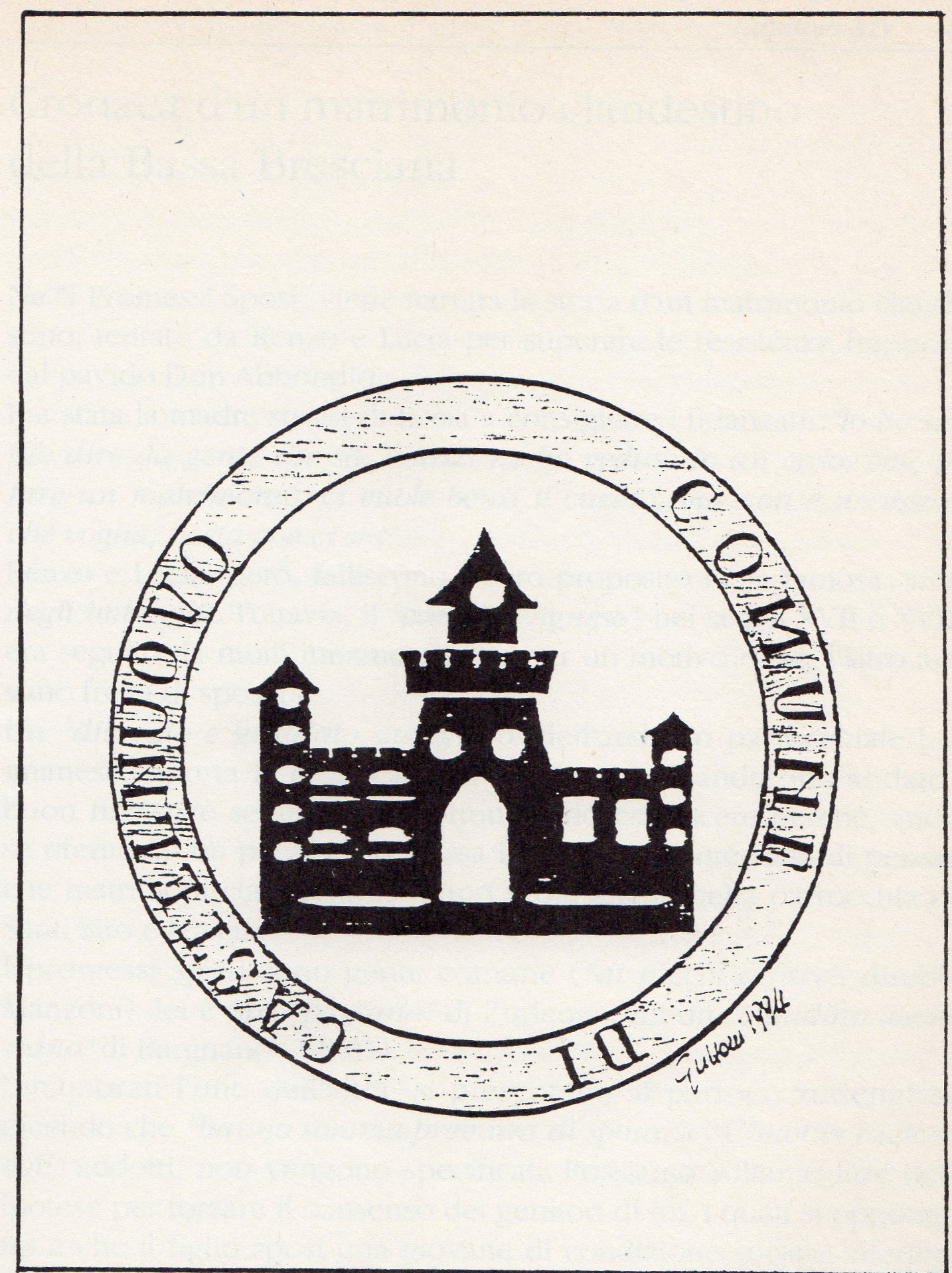
Stemma comunale del 1860

Dal 1815 al 1859 Brescia appartenne al Regno Lombardo-Veneto, sotto il dominio degli austro-ungarici. Il Comune (ritornato di genere maschile, secondo una consuetudine secolare!) di Castelnuovo apparteneva al Distretto di Bagnolo. Il territorio con le sue contrade è descritto in modo dettagliato in un documento conservato presso l’Archivio Comunale
Grazie al Risorgimento Nazionale, Castelnuovo si trova a far parte prima del Regno di Sardegna (1859) e poi del Regno d'Italia (1861). Dal 1864, per decreto regio di Vittorio Emanuele II, Castelnuovo si chiama Castel Mella.
Nel 1865, la ponticella di legno sul Mella lasciò il posto al ponte in muratura coi rivestimenti in pietra di Botticino. Per l'occasione, si eseguirono imponenti lavori per rettificare l’alveo del fiume, raddrizzare la strada comunale diretta alla “strada regia” per Brescia e rafforzare gli argini. Alle ingenti spese parteciparono — oltre a Castel Mella — i Comuni del “Consorzio della Sponda Sinistra della Mella, dalla confluenza della Sorbana sino al confine con Capriano del Colle” e del “Consorzio della Sponda Destra della Mella, dalla montata di Roncadelle sino al Fienile Cattaneo”.

### La belle époque
Durante le "belle époque", sindaco il cav. Daniele Pasini, le contrade del paese furono fornite di "pompe pubbliche" di acqua potabile; vennero illuminate da "lampade pubbliche"; l'istruzione popolare (a carico del Comune) fu riordinata con l’istituzione di un triennio di "classi miste"; fu aperto il "Lazzaretto" sulla strada per Torbole, per la quarantena di chi era colpito da epidemie (allora, frequenti); nacque la Società Operaia Cattolica "San Giuseppe", una società di mutuo soccorso; la popolazione aumentò da 1 159 (1901) a 1 375 abitanti (1911).

### Novecento, il secolo breve
Nel 1917, nei giorni 11/12/13/14/15 del mese di novembre, durante la Grande Guerra, di passaggio per Brescia diretto al fronte, si accampò a Castel Mella il 63º battaglione degli Alpini Francesi. Il paese contava allora 1 359 abitanti, con l'arrivo dei francesi, la popolazione raddoppiò.

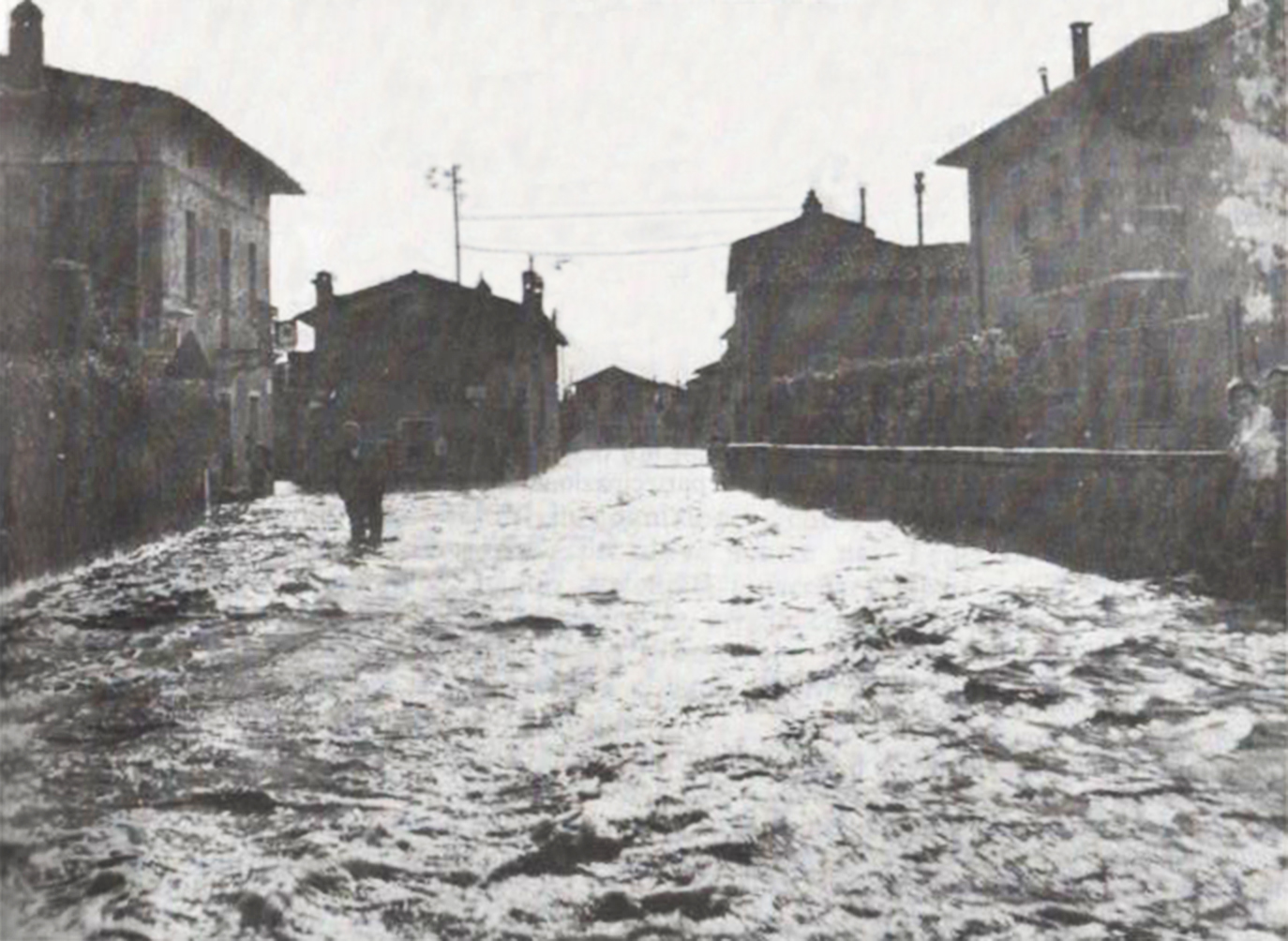
Alluvione del 1966, via Guglielmo Marconi (già Contrada dei Livelli di sopra)

Nel 1937, i ragazzi passarono un mese — dal 12 luglio al 12 agosto — nella colonia elio-fluviale sulle rive della Mella.
Nel 1938, la scuola elementare completò il ciclo quinquennale con l’istituzione della classe quinta mista.
Nel 1960, il paese balzò agli onori della cronaca a seguito dell'inchiesta riguardante lo scandalo dei balletti verdi.
Nel 1964, venne istituita la scuola media statale "Giacomo Leopardi".
Nel 1966, 4 novembre, la Mella ruppe gli argini e sommerse il paese sotto due metri di acqua e fango.
Nel 1974, in autunno, in piazza San Siro, aprì i battenti la biblioteca comunale.
Nel 1999, in via Giuseppe Di Vittorio, si inaugurò il Centro di Formazione Professionale, a cura dell'Associazione Industriale di Brescia.
Nel 2005 viene inaugurato il parco pubblico Giovanni Paolo II.

### Simboli
Lo stemma e il gonfalone di Castel Mella sono stati concessi dalla Presidenza del Consiglio, Ufficio Onorificenze e Araldica, con decreto del 25 novembre 1958.
Stemma

Stemma del Comune di Castel Mella

Lo stemma di Castel Mella raffigura una torre medievale, comunemente identificata col torrione della cinta fortificata dell'antico "castello civico", di fondazione longobarda, ora sede della associazione degli artiglieri. Lo scudo è ornato da due rami di quercia e di alloro, uniti da un nastro. Ed è sormontato da una corona turrita, formata da un cerchio aperto da quattro pusterle (tre visibili), sostenente una cinta, aperta da sedici porte (nove visibili), ciascuna sormontata da una merlatura a coda di rondine, il tutto d’argento e murato di nero (ex regio decreto 652/1943).
Gonfalone
Il gonfalone di Castel Mella è un drappo di colore bianco, ornato da ricami d'argento. Al centro, lo scudo con torre medievale, è ornato da due rami di quercia e di alloro, uniti da un nastro, ed è sormontato da una corona turrita. In alto, campeggia la scritta argentata “COMUNE DI CASTEL MELLA”.

#### Gonfaloni delle contrade
Dall'anno 1996, data di nascita del palio, Castel Mella è suddivisa in quattro Contrade, ognuna delle quali è dotata di gonfalone.
- Il gonfalone della Contrada del Castello, di colore giallo, raffigura il torrione superstite della cinta fortificata del "castello civico", di fondazione longobarda, ora sede della associazione degli artiglieri.
- Il gonfalone della Contrada dei Fontanili, di colore azzurro, raffigura uno dei fontanili che hanno sempre allietato la campagna castelmellese.
- Il gonfalone della Contrada della Madonnina del boschetto, di colore verde "ontano", raffigura l’antico santuario di Onzato, frazione di Castel Mella, innalzato in una località sacra ai Celti e ai Romani.
- Il gonfalone della Contrada delle Fornaci, di colore rosso, raffigura una delle fornaci di laterizi che operavano in Colorne, frazione di Castel Mella.

## Monumenti e luoghi d'interesse

### La chiesa dei Santi Siro e Lucia
La chiesa parrocchiale dei Santi Siro e Lucia, si trova in piazza san Siro. È stata innalzata, rimaneggiando una precedente chiesa di fondazione longobarda, negli anni 1708-1747, dall’architetto bergamasco Bernardo Fedrighini da Predore, su incarico dell'arciprete Marc'Antonio Bedussi, nativo di Castelnuovo. Di stile barocchetto lombardo, è adorna di pregevoli opere d’arte. Nell'abside, c'è una pala del pittore Paolo da Caylina il Giovane (ante 1485-post 1554) racchiusa in una ricca soasa di Francesco Pialorsi, della famiglia di intagliatori noti come Boscaì, e ci sono le statue policrome dei santi Siro e Lucia dello scultore Beniamino Simoni (1712-1787). Le tre cupole e le pareti sono ricoperte da un ciclo di affreschi sulla vita di Gesù, sui patroni Siro e Lucia, sugli evangelisti, sui profeti dell’antico testamento e sui dottori della chiesa latina, del pittore Giovanni Antonio Cappello (1669-1741). Il portone di bronzo dello scultore Maffeo Ferrari da Brescia, inaugurato nell’Anno Santo 2000 è chiamato "la porta del terzo millennio". Oltre all'altar maggiore, vi sono quattro altari. L’altare del SS.mo Sacramento è abbellito dalla pala del pittore Angelo Paglia (1681-1763). L'altare dei Santi custodisce un prezioso reliquiario settecentesco d’argento. L'altare della Madonna del Rosario è ornato da una pala settecentesca con la Sacra conversazione dei santi Carlo Borromeo, Veronica Giuliani, Domenico Guzmàn e Pietro Apostolo con la Vergine e il Bambino (di autore ignoto). L'altare della Madonna col Bambino, infine, ospita una statua policroma dell'intagliatore Andrea Comploj, copia della Madonna dei Chierici, della cattedrale di Volterra, opera dello scultore Francesco di Valdambrino (1363-1435). Nella chiesa sono ospitate altre opere pregevoli: la pala della Natività del pittore Giacomo Bergomi (1923-2003) e la pala del pittore Camillo Rama (1586-1627), proveniente dall'oratorio di san Giovanni Battista nella frazione di Colorne.

### L'oratorio di San Giovanni Battista
Nella frazione di Colorne, in una grande cascina, sorge un'elegante cappella gentilizia, il cui anno di costruzione è inciso sul portale d'ingresso, 1599 È dedicata a san Giovanni Battista. Ha un unico altare, ornato da una pregevole pala del pittore bresciano Camillo Rama (1586-1627). L'oratorio è chiuso al culto e la pala seicentesca è temporaneamente trasferita nella chiesa parrocchiale di Castel Mella.

### La santella di Colorne

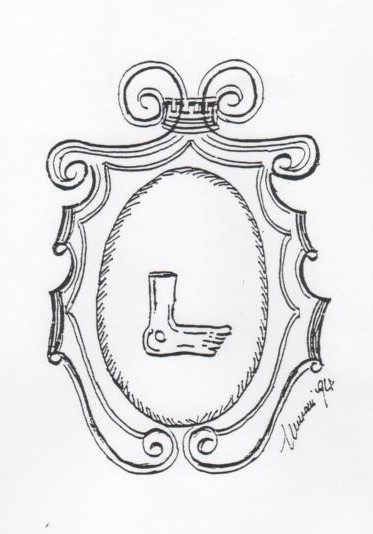
Riproduzione dello stemma di Giovanni Battista Pedoro 1599

È una santella molto antica, già segnalata nella visita pastorale alla parrocchia di San Siro del 15 settembre 1703, dove mons. Marco Dolfin, vescovo di Brescia, documenta che «esiste una santella sulla Via Regia, verso Ponte Gattello, che suscita la pietà e la devozione dei fedeli». Attualmente, la santella si trova, inglobata in una rotonda, lungo la strada provinciale IX di Quinzano d'Oglio.

### Il santuario della Madonnina del boschetto
Nella frazione di Onzato, c’è il santuario della Madonnina del Boschetto che sorge in un luogo considerato sacro prima dai Celti (dal IV secolo a.C.), poi dai Romani (dal I secolo a.C.) e infine dai Cristiani (dal IV secolo).
L'attuale chiesa, di stile barocchetto lombardo, è stata costruita negli anni 1730-1737 dall'architetto comasco Antonio Corbellini di Pellio Superiore, in Val d'Intelvi, lo stesso della chiesa parrocchiale dei Santi Siro e Lucia di Castel Mella. Custodisce un incantevole affresco cinquecentesco con la Natività di Gesù, di un maestro della Scuola Bresciana del Cinquecento (sono stati fatti i nomi del Romanino, 1484-1566 o del Moretto, 1498-1554). È adorno di pregevoli opere d’arte, come la pala settecentesca del pittore Antonio Moretti, i quadri settecenteschi sulla Passione di Gesù, gli affreschi novecenteschi del pittore Giuseppe Riva da Bergamo, il tabernacolo dell’altar maggiore rivestito da un bronzo dorato dello scultore Federico Severino da Brescia. Degno di nota è l’altare degli Apostoli Pietro e Paolo, perché conserva una pala cinquecentesca con una Sacra conversazione degli apostoli Pietro e Paolo con Maria col Bambino proveniente dalla pieve paleocristiana dei Santi Pietro e Paolo, sorta nei primi secoli dell'era volgare nel borgo di Onzato, e chiusa al culto nell'anno 1929.

### Villa Fenaroli
All'incrocio tra via Onzato e via Madonnina del boschetto, all'interno di una corte rustica, si erge la bella Villa Fenaroli, un'elegante dimora signorile di campagna, con porticato e brolo recintato, costruita nel Seicento. Non più’ proprietaria la nobile famiglia Fenaroli, del ramo Corneto di Franciacorta. Villa Fenaroli con annessi rustici e brolo è tutelata dalla legge 1089/1939, dal Ministero per i Beni e le Attività Culturali.

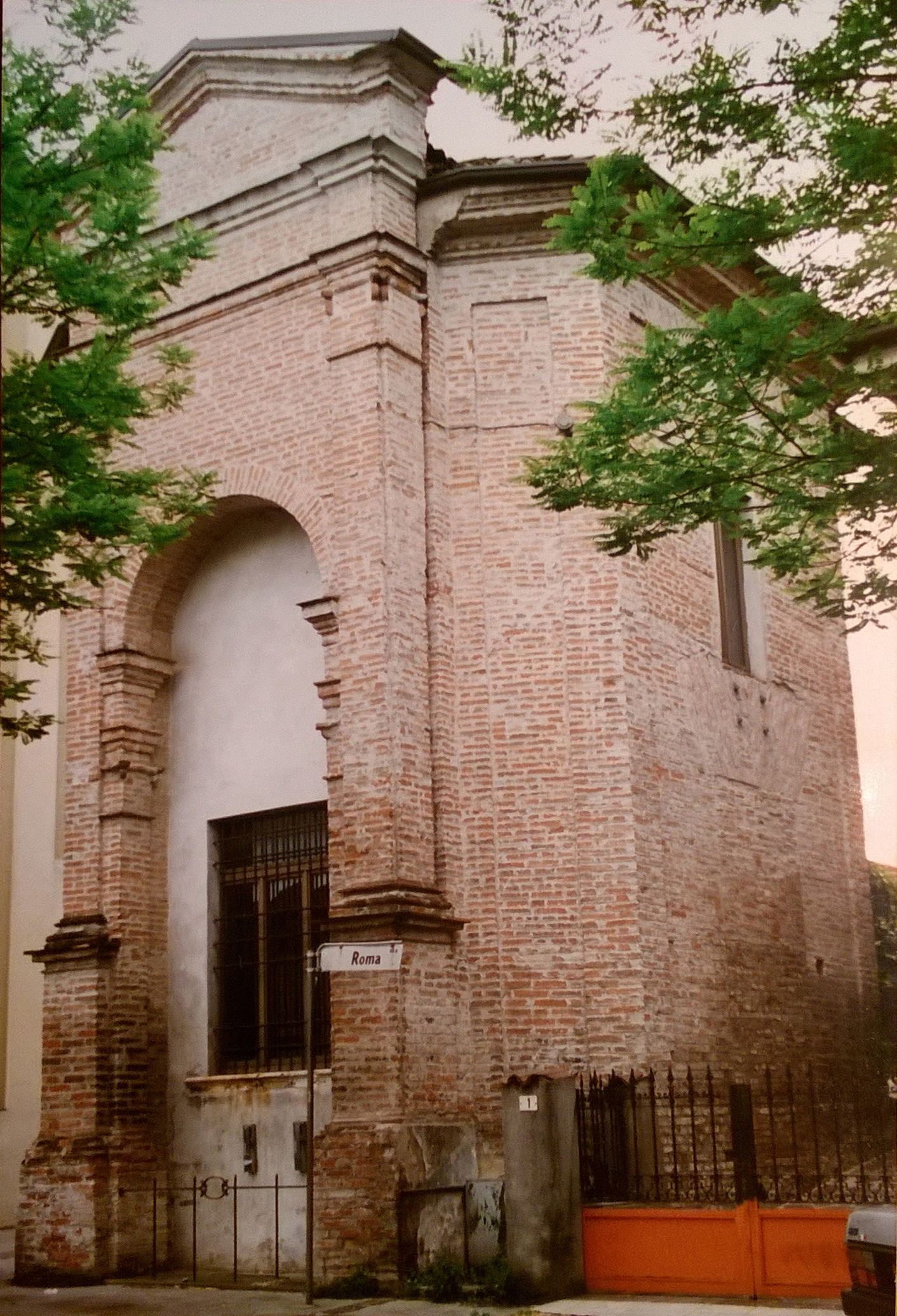
Ufficio Vecchio, ex Scuola della Dottrina Cristiana, 1563

### L'Ufficio Vecchio
All'inizio di via Roma (già via Municipio), sorge un'antica costruzione di mattoni, solida e slanciata, l'"Ufficio Vecchio", così chiamato perché è stata sede del Municipio, dal 1860 al 1895. Era nato nel 1563 come "Scuola della Dottrina Cristiana". L'aveva edificato don Andrea Bertolotto, descritto nella visita pastorale del 1565 come curatus parochialis ecclesie, vir probus et populo gratus ("il curato della chiesa parrocchiale è un uomo dabbene e ben voluto dalla gente"). Il quale, dato che il parroco, il medico cremonese Francesco Maifredi, non risiedeva in loco, doveva farsi carico, lui solo, del governo della parrocchia di San Siro. L'anno di edificazione, 1563, è inciso su una lapide murata sul retro).

### La Macina

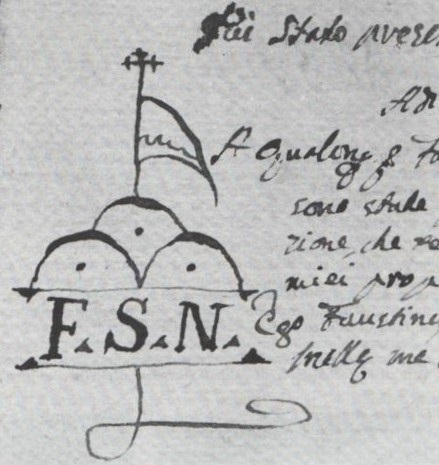
Stemma del notaio Faustino Salvi 1762

In aperta campagna, c’è "La Macina" (La Màsnö, nella parlata locale), un tempo il "Molino di Onzato". Dagli estimi veneti settecenteschi, risulta che il notaio Faustino Salvi del fu Giovanni Battista era proprietario del mulino a due ruote e della macina d'olio. Dunque, il toponimo La Macina significa che qui si "macinava": presso il mulino, le biade grosse (miglio, meliga, lupini, etc.) e le biade minute (frumento, orzo, mais, etc.) e presso la macina d'olio, i semi di lino, i vinaccioli, le noci.
Oggi, c’è l’osteria “La Masna”, nota in provincia per i piatti della tradizione contadina. Sulla facciata, una lapide, fatta murare nell’anno 1902, ricorda le scampagnate di una brigata di amici.

### La torre della Terra di Onzato
In via Madonnina del Boschetto, all’interno della cascina Taglietti, si erge la medievale "Torre della Terra di Onzato", da cui le sentinelle sorvegliavano il territorio e quando avvistavano l’arrivo degli invasori, davano l’allarme alla gente nei campi affinché si mettesse al sicuro nei cascinali fortificati. Nella cascina rurale sono visibili i segni delle trasformazioni subite nel corso dei secoli. È nata come "villa rustica romana" (nel I secolo a. C.), è diventata "curticella longobarda" (nell'Alto Medioevo), si è trasformata in "cascina fortificata" (nel Basso Medioevo), e infine ha preso l'aspetto attuale di "cascina lombarda" (nel Novecento).

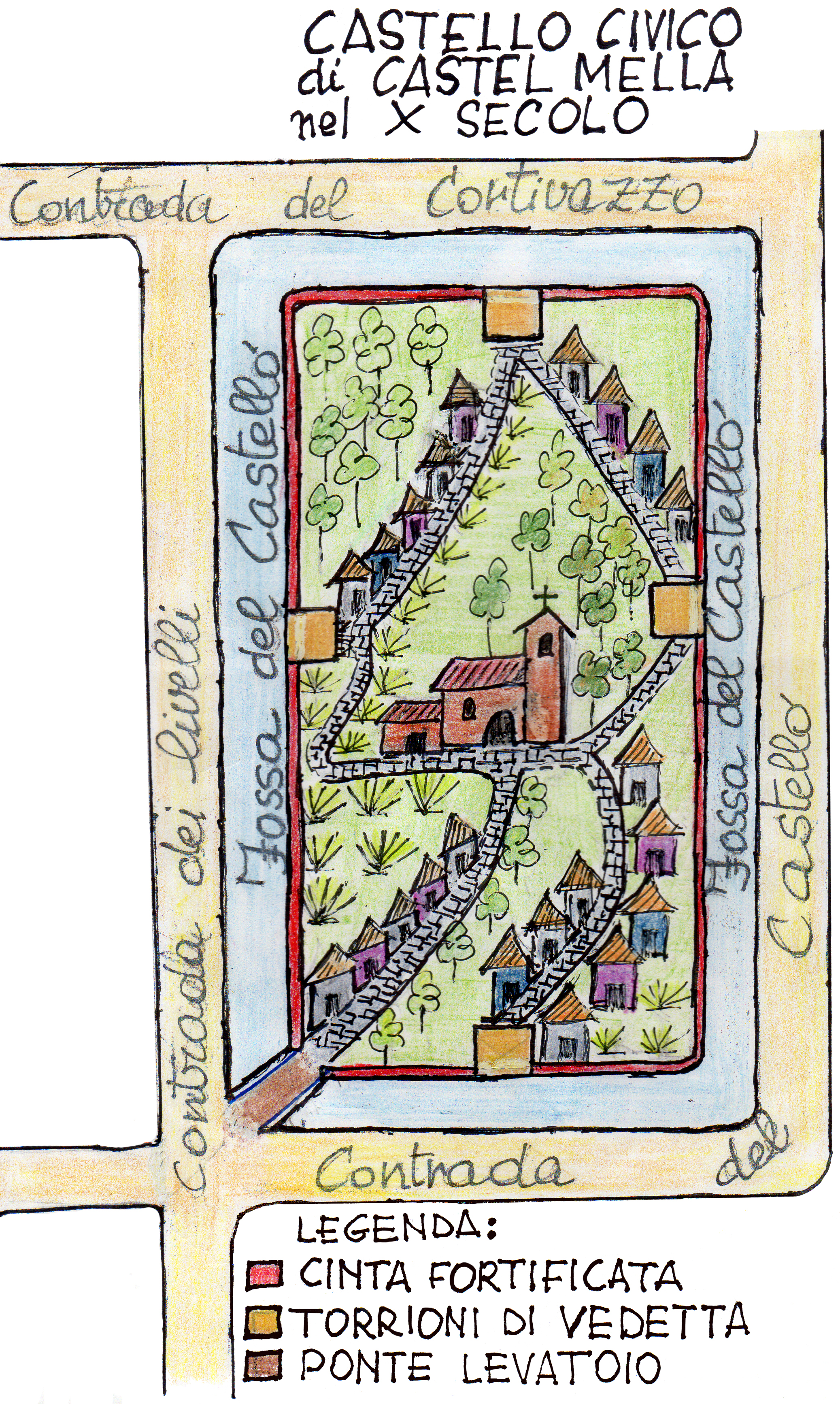
Castello civico di Castel Mella nell'alto medioevo
(ricostruzione storica a cura di Giovanni Guzzoni)

### La torre degli artiglieri
In via Vittorio Emanuele II, sorge la "torre degli artiglieri", chiamata così dalla gente perché se è ancora in piedi, lo si deve agli artiglieri, che l'hanno presa in consegna cadente e restaurata a regola d'arte, ponendovi poi la sede della loro associazione. Questa torre è l'unica reliquia superstite dell'antica cinta fortificata che proteggeva il "castello civico", innalzato nell'Alto Medioevo, per difendersi dalle feroci scorrerie degli Ungari (899-955), che avevano fama di mangiare, ancora palpitante, il cuore dei nemici vinti. Per questo motivo, è stata assunta a stemma moderno del Comune di Castel Mella.

### I fontanili
I fontanili hanno origine dalle acque della falda freatica che affiorano in superficie in corrispondenza del passaggio dai suoli grossolani e permeabili dell'alta pianura a quelli compatti e impermeabili della bassa pianura. Il territorio di Castel Mella, trovandosi proprio a cavallo tra l'alta e la bassa pianura padana, pullula di risorgive e di fontanili. Le cui acque un tempo irrigavano i campi, d'estate, allagavano le marcite, d'inverno, e fornivano la forza motrice al Mulino di Onzato e al Mulino di Castelnuovo.
Al giorno d'oggi, il turista amante della natura può fare una scampagnata al Parco del Fontanone, a sud del paese, dove l'acqua dei fontanili — che sgorga a temperatura costante sui 10°/13° in tutte le stagioni dell'anno — rinfresca l'afa estiva e mitiga i rigori invernali.

### Il camposanto
Durante il medioevo e l’età moderna, i morti sono stati sepolti sul sagrato: davanti alla chiesa dei santi Siro e Lucia, quelli di Castelnuovo e davanti alla chiesa degli Apostoli Pietro e Paolo, quelli di Onzato, fino a quando Napoleone non impose l’obbligo di spostare i cimiteri fuori dai centri abitati. Nell’anno 1813, perciò, venne inaugurato il nuovo camposanto, nella campagna di Onzato. Da allora, tutti i morti della comunità riposano qui, nell'unico cimitero del paese. La parte più antica (a sinistra dell'entrata principale) viene chiamata il "camposanto degli innocenti", perché è riservata ai bambini morti in tenera età, e perciò innocenti. Al centro del cimitero, c’è la cappella dei sacerdoti defunti, con le epigrafi dei parroci un tempo sepolti sotto il pavimento della chiesa parrocchiale.

### Tre viaggiatori a Castel Mella
Castel Mella è uno dei cento borghi della provincia bresciana trascurati dai grandi flussi turistici. Tuttavia, tre viaggiatori ci sono passati e ne hanno parlato con cognizione di causa: Carlo Cocchetti (Rovato, 1817 – Brescia, 1888), medico, insegnante e storico; Gustavo Strafforello (Porto Maurizio, Imperia 1818 – 1903), letterato e patriota del Risorgimento Italiano; Maria Grazia Sandri (Darfo, 1944), architetto e pubblicista.

#### 1858, C. Cocchetti

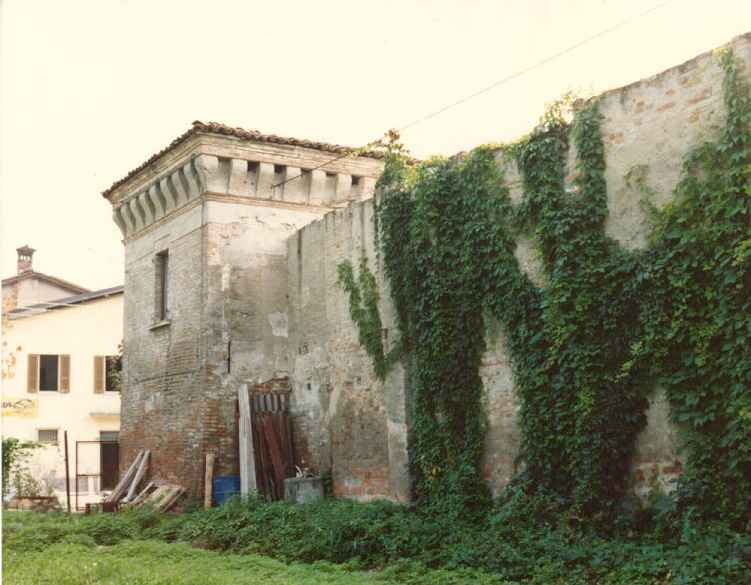
Torrione medievale della cinta fortificata del castello civico, 1994

## Società

### Evoluzione demografica
Abitanti censiti

### Etnie e minoranze straniere
Al 31 dicembre 2022 la popolazione straniera è di 866 persone, pari al 7,83% della popolazione.

### Istituzioni, enti e associazioni
Castel Mella è ricco di associazioni e circoli che animano la vita comunitaria. Il loro elenco, completo e dettagliato, è consultabile sul sito ufficiale del Comune (www.comune.castelmella.bs.it). Meritano di essere segnalati:
- Circolo A.C.L.I. "Anita Bertoli": Patronato, Punto Famiglia, Sportello Informalavoro, Lega Consumatori
- A.I.D.O. / Associazione Italiana per la Donazione degli Organi, Tessuti e Cellule, sezione di Castel Mella
- A.I.L. / Associazione Italiana contro le Leucemie-linfomi e mieloma, delegato comunale
- A.I.R.C. / Associazione Italiana per la Ricerca sul Cancro, delegato comunale
- A.N.M.I.L. / Associazione Nazionale Mutilati e Invalidi del Lavoro, delegato comunale
- A.V.I.S. / Associazione Volontari Italiani del Sangue, sezione di Castel Mella
- Associazione Genitori dell’Istituto Comprensivo di Castel Mella
- Associazione Nazionale Alpini d’Italia, sezione di Castel Mella
- Associazione Nazionale Artiglieri d’Italia, sezione di Castel Mella
- Associazione Nazionale Marinai d’Italia, sezione di Castel Mella
- Associazione ProVita, delegato comunale
- A.S.R. / Associazione Stazioni Radioamatoriali A.P.S.
- Centro Diurno Anziani
- Gruppo Volontari del “Fontanone”
- Maison des enfants, sezione di Castel Mella
- Oratorio “Paolo VI”
- S.A.R.C. / Soccorso Ambulanza Roncadelle Castel Mella

## Cultura

### Biblioteche
La biblioteca comunale, fondata nel 1974, si trova vicino al Polo Scolastico e all’Auditorium "Giorgio Gaber". È associata al "Sistema Bibliotecario Sud Ovest Bresciano" e alla Rete Bibliotecaria Bresciana. Dal 2008, organizza il Gruppo di Lettura e la "Bancarella del libro".

### Scuole
A Castel Mella, sono presenti: due asili nido, tre scuole dell’infanzia, due statali e una comunale, una scuola primaria e una scuola secondaria di 1º grado. C'è poi un Centro di Formazione Professionale, che fa capo all'Associazione degli Industriali Bresciani.

### Musei

#### Museo del falegname
È intitolato al Cav. Pietro Ferrari, falegname provetto e appassionato collezionista di tutto ciò che concerne la lavorazione del legno. Il museo, nato nel 2000, espone in modo ordinato e con didascalie appropriate un migliaio circa di antichi strumenti e macchinari di falegnameria. Si trova in via G. Di Vittorio, nella zona artigianale di Castel Mella, a ridosso della strada statale 235 di Orzinuovi.

### Stampa
A Castel Mella, si stampava un periodico di informazione: Qui, Castel Mella, a cura dell’Amministrazione Comunale.
Attualmente prosegue la pubblicazione dell'L'Onda del Mella, a cura della parrocchia di San Siro.

### Musica
A Castel Mella sono attivi: la banda musicale "Giuseppe Verdi", fondata nel 1975, con annessa scuola di musica "Don Vittorio Bergomi", che suona nelle principali manifestazioni civili e religiose della comunità, e il Gruppo Polifonico "Giovanni Paolo II", presso l'oratorio "Paolo VI", che canta nelle funzioni solenni nella parrocchiale dei Santi Siro e Lucia.

### Associazioni

#### Tracce
È un'associazione culturale con sede in Colorne, che organizza serate a sfondo filosofico, storico, etnografico. Ultimamente, ha avviato il progetto "Gente di terra e di fiume" per valorizzare la storia locale del Novecento. Raccoglie le testimonianze dei Castelmellesi più anziani (interviste e foto), per arricchire il proprio e l’archivio storico-etnografico del Comune. Organizza, insieme al Comune, delle rappresentazioni teatrali sulla vita novecentesca del paese (Lo sguardo di Piero, La vita la t’enségna öna infinità dè ròbe, Adesso ti racconto quanto ho lavorato).

#### Mondo Bambino
È una o.n.l.u.s. con sede in Onzato, che si propone di collaborare con le istituzioni scolastiche, le associazioni e l’Ospedale dei Bambini per sostenere i bambini e i ragazzi in difficoltà con progetti specifici ("Ospedale dei bambini", "Coro Mondo Bambino", CD Risonanze, "Rogo della Vecchia", etc.). Ogni anno, all’inizio dell'estate, presso il Parco "Giovanni Paolo II" di Castel Mella, organizzava la festa "Mondo Bambino".

#### Compagnia Teatrale Dialettale
Ha debuttato nel 1989 per merito di Vittorio Bergamini, che ha riunito intorno a sé una compagnia di attori dilettanti, con lo scopo di “recuperare, per quanto possibile, la lingua dei nostri progenitori” mediante un repertorio di commedie, atti unici e farse. La sua intitolazione - “Spètö chè rïe”: “Aspetta che arrivo”! - ha lo stesso valore dell’adagio “Festìna lente” ("Affrettati lentamente") o del proverbio Chi va piano va sano e va lontano. Le spassose rappresentazioni dialettali – oltre che nel teatro dell’oratorio – sono portate in giro per mezza provincia, nelle case di riposo, negli oratori e nei circoli ricreativi.

### Eventi

#### Sagra del loërtìs
Si svolge in primavera e dura una settimana, durante la quale gli stand gastronomici in Piazza Unità d’Italia e i ristoratori di Castel Mella offrono menu con specialità a base di loërtìs. Così sono detti nel dialetto bresciano i teneri e gustosi germogli di luppolo (Humulus lupus), che fioriscono lunghe le ripe delle rogge e dei fossi della campagna castelmellese. In contemporanea, si tengono mostre d’artigianato, esposizioni di pittori, concerti di musica e bancarelle di libri.

#### Sagra della Madonnina del boschetto
È la manifestazione più importante di Onzato, frazione di Castel Mella. Si svolge in occasione dell'8 settembre, festa della Natività di Maria. Dura un'intera settimana ed è ricca di iniziative religiose, artigianali, musicali e gastronomiche. Suggestiva, la processione aux flambeaux, che si snoda attraverso il borgo antico di Onzato.

#### Palio delle contrade
Si svolge in autunno e dura una settimana, durante la quale si possono gustare i piatti della tradizione contadina e si svolgono varie iniziative sportive, musicali e culturali. Il momento culminante della sagra è la serata conclusiva, di sabato, con la corsa a staffetta, in cui gli atleti delle Contrade del Castello, dei Fontanili, delle Fornaci e della Madonnina del boschetto si contendono il palio, sfidandosi attraverso le vie del paese.

#### Santa Lucia
Nelle Terre Bresciane, come negli ex domini della Serenissima Repubblica di Venezia, Lucia di Siracusa è la santa che porta doni ai bambini buoni, mentre ai cattivi riserva cenere e carbone. Il 12 dicembre, la vigilia, nel piazzale dell'oratorio "Paolo VI" si raduna una folla di bambini, che attende impaziente l'arrivo della santa, di vaporosi veli vestita, col baroccio e l'asinello. All'arrivo, i bambini le consegnano le loro letterine con la richiesta dei doni sognati. Santa Lucia ricambia con dolcetti, li saluta e poi riparte per il lungo viaggio notturno. Il mattino del 13 dicembre, festa di Santa Lucia, i bambini scopriranno se i loro desideri sono stati esauditi.

#### Carnevale
Si festeggia nei tre giorni antecedenti il Mercoledì delle Ceneri, che dà inizio alla Quaresima. Centro organizzatore è l'oratorio "Paolo VI". Da qui, la domenica, si muove la sfilata dei carri allegorici che si snoda attraverso le vie del paese. Qui, viene impiantato un luna park coi divertimenti per bambini e ragazzi. Qui, sono aperte le bancarelle coi dolci della tradizione: frittelle, frittellone e lattughe. Qui, il lunedì, nel teatro, si rappresenta la commedia dialettale della compagnia Spèto che rìe. E qui, il martedì grasso, si chiude il Carnevale col concorso a premi delle mascherine più belle, che si esibiscono davanti alle famiglie e al paese.

#### Rogo della Vecchia
Il giovedì di Mezzaquaresima, detto giovedì grasso, a Castel Mella, sa brùső la èciő, cioè "si brucia la vecchia". È un rito antichissimo che un tempo segnava il passaggio da un anno all’altro, adesso segna la fine dell’inverno e l’inizio della primavera. In aperta campagna, si mette insieme una catasta di ramaglie e di fascine, su cui si pianta un pupazzo con le sembianze d'una vecchia coi capelli di stoppa. Rappresenta Madre Natura che, giunta al termine del ciclo annuale, ha il volto della vecchierella che se ne va insieme agli ultimi rigori invernali. Il "Rogo della Vecchia" è organizzato da Mondo Bambino, onlus che collabora con le istituzioni scolastiche e l'Ospedale dei Bambini, per aiutare i ragazzi con problemi di disagio.

## Geografia antropica

### Contrade

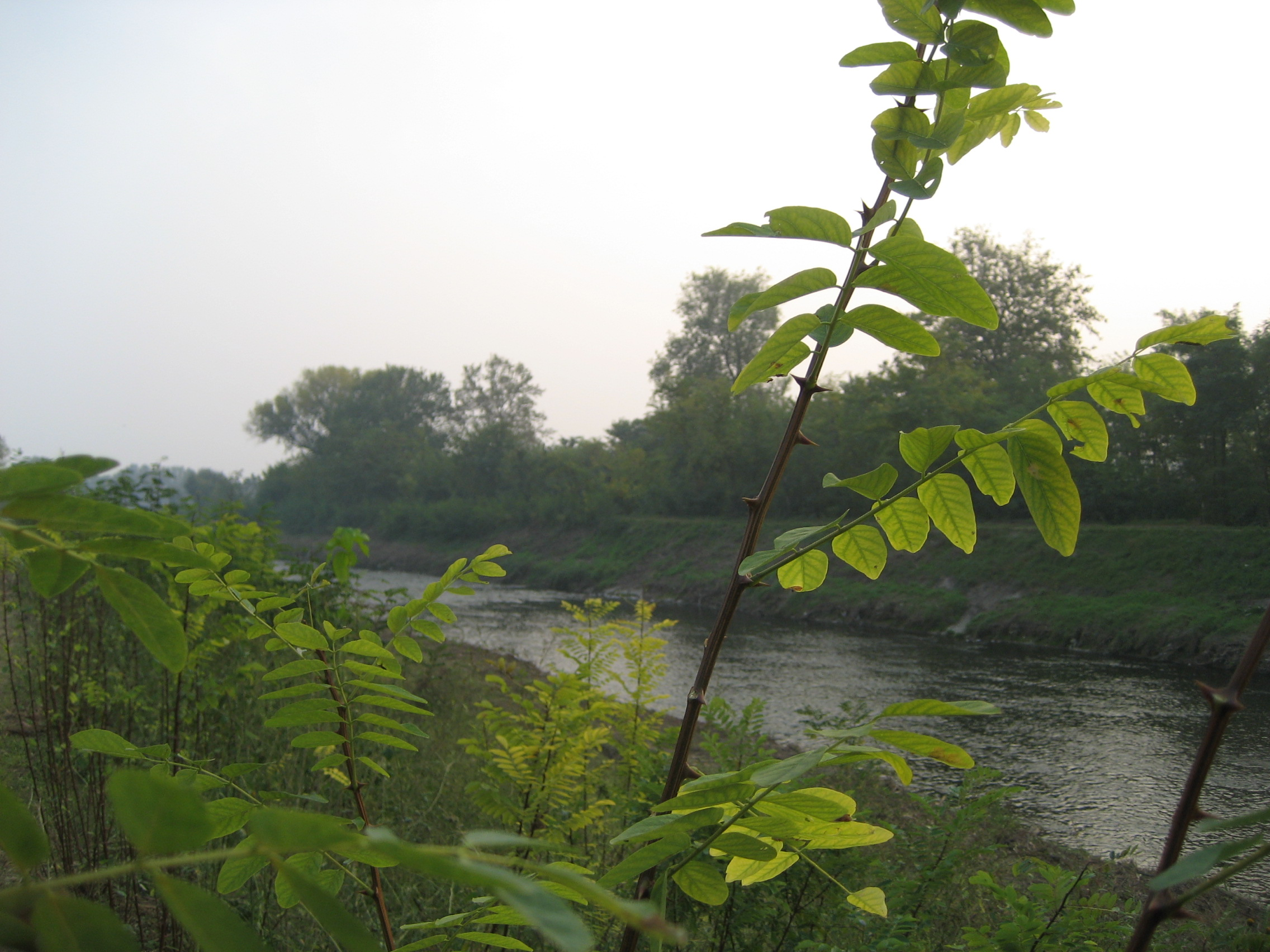
Argine del Fiume Mella in località Onzato di Castel Mella

Nell’Ottocento, come risulta dalla mappa napoleonica del 1810, la popolazione di Castel Novo era dislocata in tredici "Contrade": 
- Contrada del Castello
- Contrada della Piazza
- Contrada del Cortevazzo
- Contrada dei Livelli di sopra
- Contrada dei Livelli di sotto
- Contrada della Mandolossa (sulla strada per Torbole)
- Contrada di San Pietro di Onzato
- Contrada della Madonnina del boschetto
- Contrada del Molino di Onzato
- Contrada della Breda (sullo stradone per Orzinuovi)
- Contrada del Fienile di là della Mella
- Contrada di Colorne
- Contrada Alle Fornaci (sullo stradone per Quinzano d’Oglio)

Nell’autunno del 1996, quando è nato il Palio delle Contrade, quelle antiche sono state ridotte a quattro:
- la Contrada del Castello, comprendente il centro storico di Castel Mella, gonfalone giallo;
- la Contrada delle Fornaci, comprendente l’Oltre Mella, gonfalone rosso;
- la Contrada dei Fontanili, comprendente la zona dei fontanili e del parco "Giovanni Paolo II", gonfalone blu;
- la Contrada della Madonnina del boschetto, comprendente il borgo di Onzato, gonfalone verde ontano.

### Parchi comunali
I parchi comunali sono ventuno. Ne ricordiamo i più significativi.
- Parco "Giovanni Paolo II" (43964 m²). Si trova nel centro del paese. È delimitato dai fontanili della Cascina America, via Eugenio Montale, via Giuseppe Ungaretti e via Bellina Piccola. È attrezzato per la pratica ricreativa e sportiva.
- Bosco Urbano dell’Opolo (16030 m²). È delimitato da via Oriana Fallaci, via Ugo La Malfa, via Achille Grandi e via don Giovanni Minzoni. Il nome ricorda le boscaglie di aceri che ricoprivano rigogliosi la plaga: infatti, ò pol, nel dialetto bresciano, è l’acero campestre (Acer campestre), usato come sostegno delle viti.[58] Qui, c’erano i poderi chiamati “Opolo” e “Opoletto”, registrati negli antichi Estimi Veneti.[59]
- Parco "Manziana" (6810 m²). È situato lungo viale dei Caduti (già Viale della Rimembranza). È nato nel 1980 su un terreno donato dal vescovo Carlo Manziana, cittadino onorario di Castel Mella, con lo scopo di “adibire l’area a parco giochi, per la gioia dei bambini, la serenità delle mamme e dei vecchi”.
- Parco "Fenile Mella" (4375 m²). Prende il nome dalla cascina omonima, che si trova lì vicino. È delimitato da via dei Marinai, viale dei Caduti (già viale della Rimembranza) e da via Giorgio Amendola.
- Parco del Fontanone (5940 m²). Sorge sulla strada comunale per Cizzanello. Fiancheggia la Roggia Fontanone, le cui acque risorgive sgorgano da numerosi fontanili. È attrezzato come area ricreativa.
- Parco "Case del Santuario" (5035 m²). Il santuario è riferito alla Madonnina del boschetto. È delimitato da via Santuario e da via Pietro Nenni.
- Parco "Borgo Nuovo" (7920 m²). È compreso tra viale Lombardia, via Luigi Einaudi e via IV Novembre.
- Parco del Polo Scolastico (5000 m²). Sorge vicino all’Istituto Comprensivo, con la scuola primaria "Fabrizio De André" e la scuola secondaria di primo grado "Giacomo Leopardi". Fiancheggia via Onzato.
- Parco dei monumenti (2165 m²). È delimitato da via Torbole (già Contrada della Mandolossa), via Angelo Lorini e via Paolo VI. Ospita i monumenti all’Artigliere d’Italia, al Marinaio d'Italia e ai Caduti del lavoro.
- Parco "Colorne" (4120 m²). È delimitato da via Card. Giulio Bevilacqua e via Colorne.

L’area complessiva dei parchi comunali permette a ciascun abitante di Castel Mella di usufruire di circa 13 m² di verde pro capite.

## Infrastrutture e trasporti

### Strade
Sono due le strade di scorrimento che servono il territorio di Castel Mella, ma esse aggirano l'abitato principale delineando i confini con i territori amministrativi limitrofi: l'ex strada statale 235 di Orzinuovi, dal 2001 SP BS 235, divide Castel Mella da Roncadelle, e la provinciale IX Brescia-Quinzano che funge da confine con Flero.
Nella parte meridionale del territorio comunale passa il raccordo autostradale Ospitaletto-Montichiari: il casello autostradale più vicino è quello di Azzano Mella.

### Mobilità interurbana
Il comune è servito da due linee appartenenti alla rete di trasporto urbano di Brescia: la 16, diretta a Sanpolino, a servizio dell'abitato di Onzato, e la 17, diretta all'Ospedale, che serve l'abitato principale e la località Fornaci.

## Amministrazione
| Periodo        | Periodo        | Primo cittadino       | Partito                        | Carica  | Note          |
| -------------- | -------------- | --------------------- | ------------------------------ | ------- | ------------- |
| 12 luglio 1988 | 7 giugno 1993  | Gianfranco Cacciamali | PCI/PDS                        | Sindaco | [ 61 ]        |
| 7 giugno 1993  | 28 aprile 1997 | Luigi Buratti         | Lega Nord                      | Sindaco | [ 62 ]        |
| 28 aprile 1997 | 30 maggio 2006 | Guido Bonomelli       | Lega Nord                      | Sindaco | [ 63 ] [ 64 ] |
| 30 maggio 2006 | 16 maggio 2011 | Ettore Aliprandi      | Lega Nord                      | Sindaco | [ 65 ]        |
| 16 maggio 2011 | 6 giugno 2016  | Marco Franzini        | lista civica di centrosinistra | Sindaco |               |
| 6 giugno 2016  | in carica      | Giorgio Guarneri      | Lega Nord                      | Sindaco | [ 68 ]        |

## Sport
A Castel Mella, sono attivi circoli e società che praticano lo sport sia a livello dilettantesco che professionistico. Il loro elenco completo è reperibile sul sito del Comune (www.comune.castelmella.bs.it). Qui, si segnalano:
- Amatori Calcio Castel Mella
- Amatori Ciclisti G. S. "Arici"
- A.S.D. Castel Mella 1963 presso Centro Sportivo "Silvano Meneghini"
- C.S.I. Oratorio Castel Mella presso Oratorio "Paolo VI"
- U.S.O. Castel Mella Calcio presso Oratorio "Paolo VI"
- Polisportiva presso Palestra Comunale "Giovanni Brera"
- Bocciofila presso Bocciodromo di via Cortivazzo
- Federcaccia, sezione di Castel Mella
- A.N.U.U. (Associazione Nazionale Migratoristi Italiani per la conservazione dell’Ambiente Naturale), sezione di Castel Mella
- Sci Club Castel Mella
- Gruppo Ciclistico "Leonessa ‘99"
- Rugby "Oltre Mella"
- MiniBasket "Brescia Basket Roncadelle"